# Oxytrypia danilevskyi
Oxytrypia danilevskyi là một loài bướm đêm trong họ Noctuidae.